# Brabants Historisch Informatie Centrum
Het Brabants Historisch Informatie Centrum (BHIC) in 's-Hertogenbosch is het Regionaal Historisch Centrum voor Noord-Brabant, met name het noordoostelijk deel van deze provincie.
Het BHIC fungeert in formele zin als Rijksarchief in Noord-Brabant en als gemeentearchief en waterschapsarchief voor een aantal gemeenten en waterschappen gelegen in het noordoostelijk deel van deze provincie.
Vanuit die functies beheert het BHIC enerzijds archieven en verzamelingen afkomstig van rijks-, provinciale en particuliere instellingen met als werkingsgebied de provincie Noord-Brabant of voorgangers daarvan, en anderzijds van ruim tachtig (voormalige) gemeenten en waterschappen gelegen in het genoemde noordoostelijk deel van deze provincie en eveneens van particuliere instellingen in dit gebied.
Het BHIC is op 1 januari 2005 ontstaan door een fusie van het Rijksarchief in Noord-Brabant te 's-Hertogenbosch, het Streekarchief Langs Aa en Dommel en het Streekarchief Brabant-Noordoost, op dat moment gevestigd in 's-Hertogenbosch, Boxtel, Veghel, Grave en Oss. Het BHIC is gevestigd in de Citadel in 's-Hertogenbosch. Van 19 februari 2008 tot 1 januari 2017 had het BHIC een nevenvestiging in Grave en tot 1 januari 2017 was er in samenwerking met de plaatselijke openbare bibliotheek ook een zogenoemd Thuispunt in Veghel. Hier werd informatie verstrekt over heemkunde en archieven van de voormalige gemeenten Veghel en Erp.